# Stanisław Długosz (poeta)
Stanisław Długosz ps. „Jerzy Tetera” (ur. 22 marca 1891 w Częstochowie, zm. 6 sierpnia 1915 Samoklęski k. Lubartowa) – poeta, historyk, oficer I Brygady Legionów Polskich, kawaler Orderu Virtuti Militari.

## Życiorys
Urodził się 22 marca 1891 w Częstochowie, w rodzinie urzędnika Drogi Żelaznej Warszawsko-Wiedeńskiej Feliksa i Pauliny z domu Maszki.
Początkowo uczył się w rosyjskim II Męskim Progimnazjum w Warszawie, naukę przerwał mu jednak trwający kilka miesięcy strajk młodzieży szkolnej (1905). W październiku 1905 r. edukację kontynuował już w prywatnym Gimnazjum gen. Pawła Chrzanowskiego w Warszawie, gdzie językiem wykładowym był j. polski. W czasie swojej edukacji szkolnej działał w tajnej organizacji Związek Młodzieży Polskiej „Przyszłość” (PET). W 1910 r. ukończył szkołę i rozpoczął studia prawnicze na Uniwersytecie Jagiellońskim w Krakowie, gdzie zajął się też działalnością w Drużynach Strzeleckich Stowarzyszenia Młodzieży Uniwersyteckiej „Znicz”, redakcji „Zarzewia” oraz Towarzystwa Szkoły Ludowej.
Po wybuchu I wojny światowej organizował w kieleckiem służbę łączności polskich organizacji wojskowych, a następnie zaciągnął się do piechoty Legionów w Miechowie. Oficer w lotnych oddziałach wywiadowczych sztabu I Brygady Legionów. Pod koniec 1914 przeszedł na własne żądanie do służby liniowej. Wziął udział walkach nad Nidą. Zginął w pościgu za Rosjanami 6 sierpnia 1915, idąc na czele oddziału do ataku na Kamionkę.
Był związany z Władysławą Srzednicką, późniejszą żoną płk. dr. Adolfa Macieszy).
Autor monografii o Dionizym Czachowskim (wydana w cyklu Boje polskie, t. IV, 1914), jednym z przywódców powstania styczniowego, oraz licznych wierszy. Uznawany za najwybitniejszego poetę legionowego.
Pośmiertnie wydano w 1917 zbiór jego poezji Przed złotym czasem, z przedmową Andrzeja Struga.

## Ordery i odznaczenia
- Krzyż Srebrny Orderu Wojskowego Virtuti Militari nr 6466 – pośmiertnie, 17 maja 1922[6][7][8]
- Krzyż Niepodległości – pośmiertnie, 19 grudnia 1930 „za pracę w dziele odzyskania niepodległości”[9]